# Ново-Сараево
Община Ново-Сараево (хорв. и босн. Opština Novo Sarajevo, серб. Општина Ново Сарајево) — боснийская община, расположенная в центральной части Федерации Боснии и Герцеговины. Административным центром является город Сараево.

## Население
По данным переписи населения 1991 года, в общине проживали 95089 человек из 8 населённых пунктов.